# Ian Gardiner
Ian Gardiner, né le 22 juin 1943 et mort en 2008, est un artiste peintre, graveur, collagiste, monteur et photographe basé à Melbourne, dont la pratique allait de la sérigraphie, des linogravures et des photographies aux gravures sur bois, monotypes, collage et montage. Gardiner est également revenu à la peinture tard dans sa carrière.
Gardiner a organisé sept expositions personnelles tout au long de sa vie et a participé à des expositions de groupe en Australie et à l'étranger. Ses estampes sont conservées dans les collections du Museum of Modern Art, New York, Nantenshi Gallery, Japon, National Gallery of Victoria, Melbourne, National Gallery of Australia, Canberra, Victoria and Albert Museum, Tasmanie, et d'autres galeries à travers l'Australie. Gardiner a participé aux années de formation de l'Australian Print Council et a enseigné au Melbourne TAFE College pendant 20 ans.

## Biographie

### Débuts (1961-1967)
Ian Gardiner a passé quatre ans au Swinburne Technical College à Hawthorn au Victoria, où il a obtenu en 1964 un certificat et un diplôme d'art.

### Japon (1971-1974)
À partir de la fin de 1971, Ian et Judith Gardiner ont vécu à Tokyo. Gardiner a pris contact avec des artistes et des galeristes japonais et a exposé de nouvelles œuvres à la galerie Nantenshi et à la galerie Isetan. Pendant son séjour à Tokyo, il a obtenu un certificat d'enseignement en 1973 et il a commencé des études supérieures à temps partiel spécialisées dans les gravures. Il se lie d'amitié avec un certain nombre d'étudiants espagnols et américains. L'accès à un atelier d'impression, des ressources nouvelles et variées et le partage des connaissances ont transformé l'intérêt de Gardiner pour les linogravures vers la réalisation d'eaux-fortes et de gravures sur bois. Il apprend les techniques traditionnelles de fabrication du papier japonais et commence à collectionner des estampes ukiyo-e.
L'artiste américain Richard J. Flavin a également eu une influence informative importante. Étudiant à la maîtrise à l'université des arts de Tokyo, Flavin s'est spécialisé dans les techniques de fabrication du papier et s'est finalement installé définitivement au Japon. La deuxième exposition personnelle de gravures de Gardiner à la Gin Gallery en 1974 a été bien accueillie par Anita Feldman écrivant dans un journal de Tokyo.

### South Melbourne
Ian et Judith Gardiner sont retournés en Australie au printemps 1974. Ils sont restés d'abord à Surrey Hills puis se sont finalement installés à South Melbourne au Victoria.
Ian Gardiner a été nommé professeur d'art à l'école de Melbourne Ringwood d'octobre 1974 à 1979. Au cours de cette période de quatre ans, il s'est concentré sur l'extension des méthodes et des techniques de gravure et de linogravure qu'il avait acquises et développées au Japon. Ce travail a abouti à une exposition personnelle à la Clive Parry Gallery de Melbourne en 1978.
En 1979, Gardiner s'est tourné vers la gravure sur bois et c'est pour ce médium qu'il est finalement devenu le plus connu. Alors que les linogravures continuaient avec les formats quadrillés colorés des gravures antérieures, des critiques tels que le « Herald's » de Melbourne, Alan McCulloch, suggéraient que les gravures sur bois étaient plus « peinturales ». avec des formes de forme libre superposées sur les arrière-plans quadrillés.
Une exposition complète de l'œuvre de Gardiner a eu lieu aux Stuart Gerstman Galleries, Richmond, en 1983. À peine quarante ans, c'était l'avant-dernier solo montrer qu'il participerait. Selon le critique d'art, Patrick McCaughey, Night Rift, 1983, un bloc de bois couleur acquis de l'exposition par l'Université Griffith, Brisbane, illustre la façon dont Gardiner construit la texture de surface de ses impressions pour créer un monde sombre et mystérieux.
En 1984, Gardiner rejoint l'enseignement supérieur Box Hill TAFE à Melbourne. Pendant ce temps, le sujet, le style et les techniques de Gardiner ont pris un certain nombre de chemins divergents. Il existe un groupe de gravures sur bois et de dessins qui font référence à des choses proches, telles que l'observation de rituels impliquant des animaux de compagnie et des chiens marchant (ou déféquant) dans les parcs locaux, des scènes de Pickle Street, South Melbourne, la plage d'Albert Park ou l'exploration des zones humides sous Le pont Westgate de Melbourne. Il y a un intérêt pour l'exercice, la danse et l'acrobatie; des activités auxquelles Gardiner a participé et qui, selon lui, testaient les potentialités et les limites du corps humain. Il y a aussi un corpus d'œuvres qui explorent sa sexualité et son état d'esprit.
Ian et Judith Gardiner sont retournés au Japon aussi souvent que les circonstances le permettaient. Ces expériences, et les nombreuses photographies qu'il a prises, sont devenues une source majeure pour l'art de Gardiner.
Le dessin est devenu un axe majeur de son travail dans les années 1980 et 90. Gardiner s'est inspiré des sacs poubelles en plastique transparent mis chaque jour pour être collectés au Japon. Une série de dessins de 1981 axée sur leur contenu et la juxtaposition de la transparence avec des formes solides. En 1988, cet intérêt pour les détritus de la culture de la rue japonaise s'était développé en une série de points de vue inhabituels sur la ville et les chantiers de construction pris depuis des points de vue élevés tels que "Thirty-Views", 1989, et dans des collages d'emballages, de panneaux d'affichage, kiosques à magazines et publicités. Les portraits de marchands ambulants japonais, de promeneurs de chiens et de jeunes de la rue faisaient partie de sa fascination permanente pour les types japonais qui avaient été influencés par l'impact du consumérisme et de l'individualisme occidentaux.
Des visites en Italie en 1989, à Chicago et à Boston, New York et Washington en 1990 ont fourni un sujet supplémentaire à Gardiner pour enregistrer les rituels, les personnes et les événements quotidiens alors qu'il arpentait les rues de la ville, les formes et les bâtiments en construction et en ruine. Comme son intérêt pour le corps humain, Gardiner a répondu aux cadres athlétiques ou musculaires et à la construction de formes ainsi qu'à leur décomposition ou à leur décomposition.

### Maîtrise des arts 1991
En 1991, Gardiner a commencé des études pour une maîtrise des arts (recherche), École d'art et de design, à l'Université Monash à Melbourne. Les œuvres qu'il a produites étaient basées sur ses expériences et du matériel qu'il avait obtenu au Japon, y compris des photographies et de nombreux journaux visuels qu'il a parfois achevés en moins d'une semaine. Son projet d'étude proposait une exploration continue de l'environnement physique et culturel du Japon juxtaposé à l'environnement matériel de la scène locale.
Le Masters lui a pris plus de quatre ans pour terminer. La dernière exposition organisée à l'Université Monash en février 1995 était une installation à grande échelle d'estampes sur bois imprimées d'un bord à l'autre. D'un ton sombre, Gardiner a limité la présence de la lumière en s'inspirant des traditions cinématographiques japonaises pour créer un monde d'ombre rempli de tension dans lequel le spectateur était attiré.

### Fin de vie et décès
À la fin des années 1990 et au début des années 2000, Gardiner a commencé à faire des sorties sur le terrain de dessin toutes les deux semaines avec ses collègues de Box Hill TAFE Sue Shaw et Laurel McKenzie. Ils se sont rendus aux You Yangs, à proximité d'Anakie et aux Brisbane Ranges, situés entre Melbourne et Geelong. Pendant ce temps, il avait complètement arrêté de faire des gravures sur bois car la coupe et l'impression devenaient physiquement trop exigeantes. Il a travaillé sur de petits panneaux et, comme l'installation de l'Université Monash, a pu obtenir une impression d'échelle en les quadrillant en une masse plus grande.
Gardiner est mort en 2008 en raison de complications cardiaques.

## Collection
- Museum of Modern Art, New York
- Nantenshi Gallery, Japan
- National Gallery of Australia, Canberra
- National Gallery of Victoria, Melbourne
- Queen Victoria Museum, Launceston
- Australian Print Council Archive, Melbourne
- Burnie Regional Art Gallery, Tasmania
- City of Whitehorse, Melbourne (Formerly City of Box Hill)
- Griffith University, Brisbane
- Mornington Peninsula Regional Gallery
- Swinburne University of Technology
- University of Tasmania, Hobart
- Wagga Wagga Regional Art Gallery
- Warrnambool Art Gallery, Victoria